# 1,000アワーズ
1,000アワーズ (1,000 Hours)は、アメリカのロックバンド、グリーン・デイの1枚目のEP（Extended Play）。1989年4月に発売され、1993年にメジャーレーベルと契約しその前のバンドの発展となるEPになった。バンドがまだスウィート・チルドレンだった時に数量限定で発売された。そして、反対されたにもかかわらず1989年に名前を「グリーン・デイ」に改名した。このEPは、やがて「1,039/スムーズド・アウト・スラッピー・アワーズ」に収録された。

## 収録曲
すべての曲は、ビリー・ジョー・アームストロングによって書かれ、作曲した。
1. 1000 アワーズ - "1,000 Hours"  - 2:25
2. ドライ・アイス - "Dry Ice"  - 3:45
3. オンリー・オブ・ユー - "Only of You" - 2:47
4. ザ・ワン・アイ・ウォント - "The One I Want" - 3:01

## メンバー
- ビリー・ジョー・アームストロング - ボーカル、ギター
- マイク・ダーント - ベース、バッキングボーカル
- アル・ソブランテ - ドラムス